# Halbury
Halbury är en ort i Australien. Den ligger i kommunen Wakefield och delstaten South Australia, omkring 94 kilometer norr om delstatshuvudstaden Adelaide. Antalet invånare är 363.
Runt Halbury är det mycket glesbefolkat, med 3 invånare per kvadratkilometer.. Närmaste större samhälle är Balaklava, omkring 12 kilometer sydväst om Halbury.
Trakten runt Halbury består till största delen av jordbruksmark. Genomsnittlig årsnederbörd är 517 millimeter. Den regnigaste månaden är maj, med i genomsnitt 77 mm nederbörd, och den torraste är december, med 10 mm nederbörd.